# Goulasch
 (décembre 2010).
Si vous disposez d'ouvrages ou d'articles de référence ou si vous connaissez des sites web de qualité traitant du thème abordé ici, merci de compléter l'article en donnant les références utiles à sa vérifiabilité et en les liant à la section « Notes et références ».
Le goulasch, le ou la goulache, ou la soupe de goulasch (hongrois : gulyásleves, prononcé [ˈgujaːʃlɛvɛʃ]), est à l'origine une soupe hongroise très répandue en Europe centrale, surtout dans la plaine des Carpates. Le goulasch fait partie, avec le paprikás et le pörkölt, d'une famille de plats paysans qui ont intégré la gastronomie bourgeoise au cours du XIXe siècle. De nombreuses langues d'Europe occidentale désignent d'ailleurs confusément ces trois plats sous le terme unique de « goulasch ».
Ce nom signifie littéralement « soupe du bouvier » puisqu'en hongrois, bouvier se dit gulyás. On en trouve des variantes en Autriche : Gulasch auf Wiener Art ; en Allemagne : Gulasch ; en République tchèque et Slovaquie : guláš ; en Roumanie : gulaş ; en Bosnie : gulaš, etc.
Si la préparation varie, les ingrédients de base restent une viande (bœuf, veau, porc, cheval, agneau ou mouton), des légumes (tomate, poivron, etc.), des aromates : oignon, poivre, sel et l'indispensable paprika. Il a donc une couleur rouge très reconnaissable. Il peut se préparer dans un chaudron (bográcsgulyás) ou dans un faitout (gulyásleves).

## Origines
Le goulasch est vraisemblablement à l'origine un mets indissociable de la vie pastorale dans la Grande plaine hongroise (Alföld). La forme expansive de leurs élevages contraignait les bouviers à parcourir de longues distances. Ils cuisaient alors ensemble dans un chaudron en métal (fémbogrács) le lard, le pain, les épices et parfois la viande qu'ils prenaient avec eux. Jusqu'aux années 1790, c'est la viande de bœuf qui était principalement utilisée, les élevages du bœuf gris de Hongrie (magyar szürke szarvasmarha) étant alors les plus répandus. Progressivement, des élevages de moutons sont apparus et c'est tout naturellement leur viande que les bergers commencèrent à utiliser dans la préparation.
À l'origine, le plat était consommé sans accompagnement mais uniquement avec du pain.
Comme les élevages de bœufs assuraient le revenu de plusieurs couches de la société, il est probable que ce sont ceux qui étaient en contact avec les bouviers (les propriétaires terriens, les commerçants ou les paysans riches) qui ont connu le plus tôt cette préparation et l'ont progressivement popularisée. 
Compte tenu de la simplicité de la préparation du goulasch et des conditions de vie des éleveurs, il reste fort probable que ses origines ainsi que celles du pörkölt et du paprikás remontent à plusieurs siècles avant leur première mention écrite au XVIIIe siècle. La popularisation de la goulache puis son intégration dans la cuisine bourgeoise et urbaine ont également permis celles du paprika, considéré jusqu'alors comme une épice paysanne.[réf. souhaitée]
Il importe de se rappeler que le poivron originaire d'Amérique centrale, dont le paprika n'est qu'une variété, ne se diffuse en Europe qu'à partir du XVIIe siècle. Avant cette époque, si le goulasch existe comme entité culinaire, il ne peut intégrer le paprika. Une autre épice a toutefois pu être utilisée à sa place.
La soupe de goulasch est désormais connue comme le plat national de Hongrie.

## Variantes

### Szegedi gulyás
- Le Szegedi gulyás (« goulasch de Szeged ») incorpore de la choucroute. Cette variante est parfois nommée Székely gulyás (« goulasch de Székely »), en référence à Jozsef Székely (1825 - 1895), poète et archiviste[3].

### Hortobágyi gulyás
- Le Hortobágyi gulyás (« goulasch de Hortobágy ») est préparé avec des csipetke (billes de pâte) et davantage de légumes.

### Mock gulyás
- Le mock gulyás ou hamisgulyás (« faux goulasch »)

### Csángó gulyás
- Le Csángó gulyás

### Betyár gulyás
- Le betyár gulyás (« goulasch filou »)

### Likócsi gulyás
- Le Likócsi gulyás (« goulasch de Likócs »)

### Birkagulyás
- Le birkagulyás (« goulasch de mouton »)

### Babgulyás
- Le babgulyás (« goulasch de haricot ») est préparé avec haricots de type lingot.

## Le goulasch dans la culture populaire mondiale

### Dans la littérature
Dans les bandes dessinées des aventures du colonel Clifton, on le voit fréquemment manger son repas préféré, le renommé goulasch préparé par sa cuisinière miss Partridge.

### Dans les séries
Dans la série télévisée Gotham, le plat favori d'Oswald Cobblepot (le Pingouin) est le goulasch préparé par sa mère. Il est aussi souvent abordé dans le dessin animé Bienvenu chez les Loud, bien qu'il soit détesté par les enfants.

### En cuisine
Par extension, hors de Hongrie, on désigne communément sous le nom de « goulasch » d'autres plats de type ragoût, à base de viande coupée en dés. Ces plats correspondent la plupart du temps au pörkölt.

### Expressions liées
- Le « socialisme du goulasch » désigne le socialisme appliqué en Hongrie de 1962 à 1989.
- Le « bridge goulasch » est une sorte de bridge où les cartes sont mélangées de façon à obtenir une répartition fortement irrégulière, par exemple des mains fortement unicolores.
- En Belgique, en patois wallon de la région francophone du pays, « un goulasch » signifie une situation désordonnée ou incompréhensible.

### Créations artistiques
- Hungarian Goulash un dessin animé de 5 min 33 s de 1930 réalisé par Franck Moser et Paul Terry sur un scénario de ce dernier.